# Мондрагонська корпорація
Мондрагонська кооперативна корпорація — це мережа індустріальних, агрокультурних, та торгівельних підприємств, що виробляють та реалізують широкий спектр продукції. Корпорація налічує 74 335 (2015) працівників.
Структура корпорації побудована згідно принципів ринкового соціалізму та кооперативізму.
Найпоширенішими відділами корпорації є:
- Важка промисловість[4]
- Сільське господарство та харчова промисловість
- Роздрібна торгівля[5]
- Банкінг

На даний час корпорація посідає сьоме місце по доходу та є однією з базових бізнес-груп Іспанії. У структурі корпорації налічується 256 компаній. Мондрагонські кооперативи діють згідно бізнес-моделі, заснованої на інтересах народу та сувернітеті праці, що зробили можливим створення згуртованих компаній, що базуються на солідарності та сильному соціальному аспекті. Кооперативи належать робітникам-акціонерам, де влада засновується на принципі «одна людина — один голос»